# Henrik Nordström
Carl Gustaf Henrik Nordström, född 12 juli 1909 i Kisa, död 4 maj 1990 i Nyköping, var en svensk militär (överste). 

## Biografi
Nordström avlade studentexamen i Linköping 1928 och officersexamen 1931. Han utnämndes till fänrik vid Livgrenadjärregementet (I 4) 1931 och till löjtnant i Flygvapnet 1936. Nordström befordrades till kapten 1940, till major 1945, till överstelöjtnant 1948 och till överste 1951. Han var stabschef vid Andra flygeskadern 1945–1949, chef för flygstabens utbildningsavdelning 1949–1951 samt flottiljchef vid Södermanlands flygflottilj (F 11) 1951–1959 och Västmanlands flygflottilj (F 1) 1959–1964. Nordström var verkställande ledamot i Södermanlands läns trafiksäkerhetsförbund 1968–1976. Han är begravd på Västra kyrkogården i Nyköping.

## Utmärkelser
- Riddare av Svärdsorden, 1946.[2]
- Riddare av Vasaorden, 1949.[3]
- Kommendörer av Svärdsorden, 23 november 1955.[4]
- Kommendör av första klass av Svärdsorden, 6 juni 1959.[5]